# Hospital de Clínicas (Paraguay)
El nuevo Hospital de Clínicas es un hospital universitario dependiente de la Universidad Nacional de Asunción, ubicado sobre la Avenida Mariscal López en San Lorenzo.
El mismo forma parte de un complejo de edificios que ocupa varias manzanas en el predio de la Universidad Nacional de Asunción de la mencionada ciudad, donde opera igualmente el Instituto de Investigaciones en Ciencias de la Salud y el Hospital de Clínicas propiamente dicho junto con el Centro Materno-Infantil.
Este edificio sustituyó a otro, localizado en el barrio Dr. Francia de Asunción, exactamente localizado en la Av. Dr. José P. Montero. Este antiguo edificio del Hospital de Clínicas se considera como Patrimonio Cultural de la Salud del Paraguay, llamado inicialmente Hospital de la Caridad, y que fue inaugurado el 14 de octubre de 1877.